# Wilhelm Meyer-Markau
Wilhelm Meyer-Markau (Pseudonym für Wilhelm Meyer, weitere Pseudonyme: August Fürsicht, V. A. Kram; * 11. Oktober 1853 in Markau/Altmark; † 18. Juni 1910 in Duisburg) war ein deutscher Pädagoge und Schriftsteller.

## Leben
Wilhelm Meyer-Markau war der Sohn eines Bauern. Nach der Volksschule absolvierte er die Präparandenanstalt und ein Lehrerseminar. Später wirkte er als Volksschullehrer in Duisburg. Neben einer Reihe von pädagogischen, sprach- und literaturwissenschaftlichen Untersuchungen veröffentlichte er auch erzählende Werke.

## Werke
- Der Parzival Wolframs von Eschenbach, Magdeburg 1882
- Kehr als Seminardirektor, Leipzig 1885
- Das Fremdwort in der deutschen Sprache, Gotha 1887
- Das entschleierte Bild des Volksschullehrers, Bielefeld 1892
- Kehr, Bielefeld 1892
- Schulstaub und Kasernendunst, Bielefeld 1892 (unter dem Namen August Fürsicht)
- Unsere hochdeutsche Sprache in ihrem Duisburger  Alltagsgewande, Duisburg 1893
- Sozialdemokratische Jugendschriften, Bonn [u. a.] 1898
- Duisburg, die jüngste Großstadt des Deutschen Reiches, Duisburg 1904 (zusammen mit A. Holdschmidt)
- Vom Religionsunterrichte (in unsern Volksschulen), Minden i.W. 1905
- Heimatluft, Duisburg 1907
- Und die Dornen gingen mit auf, Duisburg 1908

## Herausgeberschaft
- Was uns eint, Bielefeld 1891
- Der Lehrer Leumund, Duisburg a. Rh. 1892
- Plattdeutsche Kinderlieder für die Duisburger Jugend, Duisburg 1905
- Auslese aus deutschen Dichtern, Duisburg 1908 (herausgegeben zusammen mit H. Giese)